# Лейк-Лузерн (Нью-Йорк)
Лейк-Лузерн (англ. Lake Luzerne) — місто (англ. town) в США, в окрузі Воррен штату Нью-Йорк. Населення — 3079 осіб (2020).

## Демографія
Згідно з переписом 2010 року, у місті мешкало 3347 осіб у 1355 домогосподарствах у складі 927 родин. Було 2126 помешкань
Расовий склад населення:
| - 97,4 % — білих - 0,7 % — азіатів - 0,2 % — корінних американців - 0,1 % — чорних або афроамериканців |

До двох чи більше рас належало 1,3 %. Частка іспаномовних становила 1,9 % від усіх жителів.
За віковим діапазоном населення розподілялося таким чином: 19,8 % — особи молодші 18 років, 63,4 % — особи у віці 18—64 років, 16,8 % — особи у віці 65 років та старші. Медіана віку мешканця становила 44,1 року. На 100 осіб жіночої статі у місті припадало 99,1 чоловіків;  на 100 жінок у віці від 18 років та старших — 98,7 чоловіків також старших 18 років.
Середній дохід на одне домашнє господарство  становив 66 803 долари США (медіана — 53 627), а середній дохід на одну сім'ю — 77 782 долари (медіана — 65 735). Медіана доходів становила 43 060 доларів для чоловіків та 37 171 долар для жінок. За межею бідності перебувало 7,2 % осіб, у тому числі 7,6 % дітей у віці до 18 років та 5,2 % осіб у віці 65 років та старших.
Цивільне працевлаштоване населення становило 1540 осіб. Основні галузі зайнятості: освіта, охорона здоров'я та соціальна допомога — 20,8 %, роздрібна торгівля — 15,1 %, виробництво — 13,0 %, мистецтво, розваги та відпочинок — 12,3 %.